# Sziki sáska
A sziki sáska (Epacromius coerulipes) a sáskafélék családjába tartozó, Eurázsiában honos sáskafaj.

## Megjelenése
A sziki sáska testhossza a hím esetében 12-17 mm, a nőstény 18-27 mm. Kis vagy közepes méretű faj. Alapszíne világos- vagy barnásszürke, a zöld színváltozat ritka. Egész teste és szárnyai is sötéten foltosak. A fejtetőtől a torpajzs végéig széles okkersárga sáv húzódik végig. A hátsó comb sötéten keresztsávos, alsó oldala vöröses árnyalatú. Lábszára világos vagy kékes. Térde fekete és világos sáv keretezi a comb és a lábszár oldaláról is. A szárnyak mindkét nem esetében kissé túlérnek a térden, a nőstényé kissé hosszabb is, mint a hímé. A hátsó szárnyak átlátszóak. A hím cercusa (potrohfüggeléke) szokatlanul hosszú és kissé befelé hajlik.
Nem ciripel, a párzási időszakban a hímek halk, zümmögő hangokkal kommunikálnak.  

### Hasonló fajok
A tengerzöld sáska barna színváltozata, az önbeásósáska és a hosszúlábú önbeásósáska hasonlít hozzá.

## Elterjedése
Eurázsiában honos, Észak-Olaszországtól a Távol-Keletig. Elterjedési területe Európában három régióra oszlik: Északkelet-Olaszország és Isztria (itteni populációi jelentősen megfogyatkoztak), a Kárpát-medence (Magyarország és Kelet-Ausztria), valamint Kelet-Románia, Moldova, Dél-Ukrajna és Dél-Oroszország. Magyarországon ritka és csak helyenként fordul elő a Duna-Tisza közén, az Alföldön és a Tiszántúlon. Kedvező élőhelyen nagy számban élhet. 

## Életmódja
Ürmös szikes puszták, alföldi szikesek és mocsárrétek, sós sztyeppi tavak partvidékének lakója. Megzavarva gyors, kanyargós, talajközeli repüléssel menekül. Növényevő.    
Kifejlett egyedeivel július végétől októberig találkozhatunk. A nőstény a talajba rakja petéit, amelyek áttelelnek és júniusban kelnek ki belőlük a lárvák. 
Magyarországon védett, természetvédelmi értéke 5000 Ft.